# Wang Tao (Tischtennisspieler, 1967)
Wang Tao (chinesisch 王 濤 / 王 涛, Pinyin Wáng Tāo, * 13. Dezember 1967 in Peking) ist ein ehemaliger chinesischer Tischtennisspieler. Er gewann siebenmal Gold bei Weltmeisterschaften und einmal Silber bei den Olympischen Spielen.

## Familie
Wang Tao entstammt einer Künstlerfamilie. Sein Vater war Volksmusiker, seine Mutter Opernsängerin, sein älterer Bruder ist Musiker und sein jüngerer Bruder arbeitet als Zirkusdompteur. Kenner sagen über Wang Tao, er agiere am Tisch ebenfalls wie ein Künstler: selbst wenig athletisch lässt er den Gegner laufen.
Seit 1. Juni 1993 ist Wang Tao verheiratet mit Guanhua.

## Werdegang
Mit sieben Jahren begann Wang Tao mit dem Tischtennissport. Zwei Jahre später wechselte er in ein Sportinternat, wo er sich unter der Anleitung von erfahrenen Trainern weiter entwickelte. Ab dem zwölften Lebensjahr arbeitete er unter Profibedingungen. 1987 gewann er die nationale Meisterschaft von China im Einzel und mit einer Vereinsmannschaft. Daraufhin gehörte der Linkshänder zum Kader des Nationalteams.

## Internationale Erfolge
Bei Weltmeisterschaften gewann er zweimal den Titel im Doppel: 1993 und 1995 jeweils mit Lu Lin. Im Mixed mit Liu Wei wurde er dreimal Weltmeister: 1991 1993 und 1995. Dazu kommen 1995 und 1997 Titelgewinne mit der chinesischen Mannschaft. Silber holte er 1991 im Doppel und 1993 im Team.
Zweimal wurde Wang Tao für die Olympischen Spiele nominiert. 1992 erreichte er im Einzel das Viertelfinale, im Doppel mit Lu Lin wurde er Olympiasieger. Vier Jahre später gewann er Silber im Einzel und im Doppel (mit Lu Lin).
Wegen seiner Erfolge wurde Wang Tao 1993 in China zum Sportler des Jahres gewählt.

## Bundesliga
1993 wechselte Wang Tao in die deutsche Bundesliga zum TTC Jülich, 1996 zu TTC Zugbrücke Grenzau. 1997 verließ er Deutschland Richtung Osaka (Japan). Später – ab 2003 – spielte er für SV Weru Plüderhausen.

## Turnierergebnisse
| Verband | Veranstaltung           | Jahr | Ort           | Land | Einzel        | Doppel        | Mixed         | Team |
| ------- | ----------------------- | ---- | ------------- | ---- | ------------- | ------------- | ------------- | ---- |
| CHN     | Asienmeisterschaft ATTU | 1994 | Tianjin       | CHN  | Viertelfinale | Silber        | Silber        | 1    |
| CHN     | Asienmeisterschaft ATTU | 1990 | Kuala Lumpur  | MAS  | Gold          | Halbfinale    |               | 1    |
| CHN     | Asian Cup               | 1993 | Shunde        | CHN  | 2             |               |               |      |
| CHN     | Asienspiele             | 1994 | Hiroshima     | JPN  | Gold          | Halbfinale    | Viertelfinale | 1    |
| CHN     | ASIA-TOP8               | 1993 | Huangshi City | CHN  | 1             |               |               |      |
| CHN     | Olympische Spiele       | 1996 | Atlanta       | USA  | Silber        | Silber        |               |      |
| CHN     | Olympische Spiele       | 1992 | Barcelona     | ESP  | Viertelfinale | Gold          |               |      |
| CHN     | Pro Tour                | 1999 | Melbourne     | AUS  | Halbfinale    | Viertelfinale |               |      |
| CHN     | Pro Tour                | 1998 | Wakayama      | JPN  | letzte 32     | Gold          |               |      |
| CHN     | Pro Tour                | 1998 | Doha          | QAT  | Viertelfinale | Halbfinale    |               |      |
| CHN     | Pro Tour                | 1997 | Doha          | QAT  | letzte 16     | Viertelfinale |               |      |
| CHN     | Pro Tour                | 1996 | Boras         | SWE  |               | Gold          |               |      |
| CHN     | Pro Tour                | 1996 | Lyon          | FRA  |               | Halbfinale    |               |      |
| CHN     | Pro Tour                | 1996 | Xi’an         | CHN  |               | Halbfinale    |               |      |
| CHN     | Pro Tour                | 1996 | Kettering     | ENG  | Silber        | Silber        |               |      |
| CHN     | Pro Tour Grand Finals   | 1996 | Tian Jin      | CHN  |               | Halbfinale    |               |      |
| CHN     | Weltmeisterschaft       | 1997 | Manchester    | ENG  | letzte 16     | Viertelfinale | letzte 32     | 1    |
| CHN     | Weltmeisterschaft       | 1995 | Tianjin       | CHN  | Halbfinale    | Gold          | Gold          | 1    |
| CHN     | Weltmeisterschaft       | 1993 | Göteborg      | SWE  | letzte 16     | Gold          | Gold          | 2    |
| CHN     | Weltmeisterschaft       | 1991 | Chiba City    | JPN  | letzte 16     | Silber        | Gold          | 7    |
| CHN     | World Cup               | 1995 | Nimes         | FRA  | 5.–8. Platz   |               |               |      |
| CHN     | World Cup               | 1994 | Taipei        | CHN  | 5.–8. Platz   |               |               |      |
| CHN     | World Cup               | 1993 | Guangzhou     | SWE  | Silber        |               |               |      |
| CHN     | World Cup               | 1991 | Kuala Lumpur  | MAS  | 9.–12. Platz  |               |               |      |
| CHN     | World Doubles Cup       | 1992 | Las Vegas     | USA  |               | Viertelfinale |               |      |
| CHN     | WTC-World Team Cup      | 1995 | Atlanta       | USA  |               |               |               | 5    |
| CHN     | WTC-World Team Cup      | 1991 | Barcelona     | ESP  |               |               |               | 1    |